# Бондаренко, Алексей Дмитриевич
Алексей Дмитриевич Бондаренко (30 июля [12 августа] 1911, с. Погромец, Воронежская губерния — 14 декабря 1956, Тамбов) — участник Великой Отечественной войны, организатор и руководитель партизанского движения на Брянщине. Комиссар объединённых партизанских отрядов Брянского, Севского, Суземского, Трубчевского, Погарского, Почепского, Выгоничского районов. Герой Советского Союза (1942).

## Биография
Родился в селе Погромец в крестьянской семье. Русский.
Член ВКП(б)/КПСС с 1932 года. Образование неполное среднее. Окончил областные кооперативные курсы, затем — курсы комсомольских работников при ЦК ВЛКСМ. Работал секретарём Никитовского, Кореневского, Новооскольского и Валуйского районных комитетов ВЛКСМ, заведующим отделом Курского областного комитета ВЛКСМ, а осенью 1937 года возглавлял оргбюро ЦК ВЛКСМ по Орловской области. В 1939—1941 годах — заведующий сектором кадров Орловского областного комитета ВКП(б). С февраля 1941 года — первый секретарь Трубчевского районного комитета ВКП(б).
С началом Великой Отечественной войны активно включился в работу по организации помощи Красной Армии. При его непосредственном участии были созданы для борьбы в тылу врага два партизанских отряда и пять подпольных групп. 2 февраля 1942 года партизаны, под руководством Алексея Бондаренко, разгромили вражеский гарнизон города Трубчевска. Партизаны оставили город, захватив большие запасы оружия, боеприпасов и продовольствия. К отряду присоединились более четырёхсот освобождённых из плена бойцов и командиров Красной Армии.
Зимой 1941 года в Брянских лесах насчитывалось несколько десятков партизанских отрядов. В своём обращении к подпольным райкомам А. Д. Бондаренко писал:

«Дорогие друзья! Пора нам объединяться. Эта задача стала теперь первоочередной. Партийным организациям нужен единый руководящий центр, а отрядам — единое командование. Обсудите этот вопрос и дайте нам свои соображения.»— цит. по:
25 февраля 1942 года в селе Глинном Навлинского района собрались секретари подпольных райкомов партии, командиры и комиссары партизанских отрядов южного массива Брянских лесов — всего 58 человек. Участники совещания заявили о своей готовности активизировать борьбу, о необходимости координировать действия партизанских отрядов.
11 апреля 1942 года на расширенном заседании бюро обкома ВКП(б) было принято постановление об объединении отрядов. А. Д. Бондаренко был назначен комиссаром объединённых партизанских отрядов Брянского, Севского, Суземского, Трубчевского, Погарского, Почепского, Выгоничского районов (Южная оперативная группа под командованием Д. В. Емлютина).
Под руководством комиссара Бондаренко с населением районов, занятых врагом, была проведена большая массово-политическая работа. Жители Брянщины подписались на военный заём на миллион рублей и собрали в Фонд обороны пятьсот тридцать тысяч рублей.
Указом Президиума Верховного Совета СССР «О присвоении звания Героя Советского Союза партизанам, особо отличившимся в партизанской борьбе в тылу против немецких захватчиков» от 1 сентября 1942 года за «отвагу и геройство, проявленные в партизанской борьбе в тылу против немецких захватчиков» удостоен звания Героя Советского Союза с вручением ордена Ленина и медали «Золотая Звезда» (№ 776).
В 1944 году в звании полковника ушёл в запас. В 1944—1947 годах — секретарь Брянского областного комитета ВКП(б). В 1950 году окончил Высшую партийную школу при ЦК КПСС и с этого же года работал вторым, затем первым секретарём Брянского, а с 1955 года — секретарём Тамбовского областного комитета КПСС.
На XIX съезде КПСС (1952) избирался кандидатом в члены ЦК КПСС. Избирался депутатом Верховного Совета РСФСР 2-го (1947—1951) и 3-го (1951—1955) созывов; неоднократно избирался в состав Брянского областного Совета депутатов трудящихся.
Похоронен в Тамбове на Воздвиженском кладбище.

## Награды и звания
- 1 сентября 1942 года — Герой Советского Союза с вручением Ордена Ленина и медали «Золотая Звезда» (№ 776)

## Память
- Одна из улиц[10] Советского района города Брянска носит имя А. Д. Бондаренко[11].